# مايلسون (لاعب كرة قدم مواليد 1996)
مايلسون تينوريو دوس سانتوس (بالإسبانية: Mailson Tenório dos Santos)‏ (ولد 20 أغسطس عام1996) يلعب حالياً في نادي التعاون السعودي.

## روابط خارجية
- مايلسون تينوريو دوس سانتوس على موقع قاعدة بيانات كرة القدم.إي يو (الإنجليزية)
- مايلسون تينوريو دوس سانتوس على موقع Soccerway.com (الإنجليزية)

لم يتم العثور على روابط لمواقع التواصل الاجتماعي.